# Митропа куп 1938.
Митропа куп 1938. је било 12. издање клупског фудбалског такмичења Митропа купа.
Такмичење је трајало од 26. јуна до 11. септембра 1938. године.  Славија Праг је у финалном двомечу била успешнија од  Ференцвароша и освојила први трофеј Митропа купа. 

## Резултати

### Прва рунда
| Меч | Клуб              | Држава                | укупан рез. | Држава                | Клуб           | 1. утак. | 2. утак. | Плеј-оф |
| --- | ----------------- | --------------------- | ----------- | --------------------- | -------------- | -------- | -------- | ------- |
| 1   | Кладно            | Чехословачка          | 5:2         | Краљевина Југославија | ХАШК           | 3:1      | 2:1      |         |
| 2   | Збројовка Брно    | Чехословачка          | 3:4         | Мађарска              | Ференцварош    | 3:1      | 0:3      |         |
| 3   | Ђенова            | Краљевина Италија     | 5:3         | Чехословачка          | Спарта Праг    | 4:2      | 1:1      |         |
| 4   | БСК               | Краљевина Југославија | 3:5         | Мађарска              | Славија Праг   | 2:3      | 1:2      |         |
| 5   | МТК               | Аустрија              | 4:9         | Краљевина Италија     | Јувентус       | 3:3      | 1:6      |         |
| 6   | Ујпешт            | Мађарска              | 4:5         | Краљевина Румунија    | Рапид Букурешт | 4:1      | 0:4      |         |
| 7   | Интер Милано      | Краљевина Италија     | 5:3         | Мађарска              | Хонвед         | 4:2      | 1:1      |         |
| 8   | Рипенсиа Темишвар | Краљевина Румунија    | 4:3         | Краљевина Италија     | Милан          | 3:0      | 1:3      |         |

### Четвртфинале
| Меч | Клуб         | Држава            | укупан рез. | Држава             | Клуб              | 1. утак. | 2. утак. | Плеј-оф |
| --- | ------------ | ----------------- | ----------- | ------------------ | ----------------- | -------- | -------- | ------- |
| 1   | Ференцварош  | Мађарска          | 9:5         | Краљевина Румунија | Рипенсиа Темишвар | 5:4      | 4:1      |         |
| 2   | Јувентус     | Краљевина Италија | 6:3         | Чехословачка       | Кладно            | 4:2      | 2:1      |         |
| 3   | Славија Праг | Чехословачка      | 10:3        | Краљевина Италија  | Интер Милано      | 9:0      | 1:3      |         |
| 4   | Ђенова       | Краљевина Италија | 4:2         | Краљевина Румунија | Рапид Букурешт    | 3:0      | 1:2      |         |

### Полуфинале
| Меч | Клуб     | Држава            | укупан рез. | Држава       | Клуб         | 1. утак. | 2. утак. | Плеј-оф |
| --- | -------- | ----------------- | ----------- | ------------ | ------------ | -------- | -------- | ------- |
| 1   | Јувентус | Краљевина Италија | 3:4         | Мађарска     | Ференцварош  | 3:2      | 0:2      |         |
| 2   | Ђенова   | Краљевина Италија | 3:7         | Чехословачка | Славија Праг | 1:2      | 1:5      |         |

### Финале
| Меч | Клуб         | Држава       | укупан рез. | Држава   | Клуб        | 1. утак. | 2. утак. |
| --- | ------------ | ------------ | ----------- | -------- | ----------- | -------- | -------- |
| 1   | Славија Праг | Чехословачка | 4:2         | Мађарска | Ференцварош | 2:2      | 2:0      |

| Освајач Митропа купа 1938. |
| -------------------------- |
| Славија Праг 1. Титула     |